# فرودگاه آنا
فرودگاه آنا (به انگلیسی: Anaa Airport) (به زبان بومی: Aérodrome de Anna) یک فرودگاه همگانی با کد یاتا AAA است که یک باند فرود آسفالت دارد و طول باند آن ۱۵۰۰ متر است. این فرودگاه در کشور پلی‌نزی فرانسه قرار دارد و در ارتفاع ۳ متری از سطح دریا واقع شده است.

## شرکت‌های هواپیمایی و مقصدهای پروازی

### مسافری
| شرکت‌های هواپیمایی | مقصدهای پروازی |
| ----------------- | -------------- |
| ایر تاهیتی        | هاو، فاآ       |